# Ponuga
Ponuga è un comune (corregimiento) della Repubblica di Panama situato nel distretto di Santiago, provincia di Veraguas. Si estende su una superficie di 289,7 km² e conta una popolazione di 2.798 abitanti (censimento 2010).